# 연인 (2023년 드라마)
《연인》은 2023년 8월 4일부터 2023년 11월 18일까지 방영된 MBC 금토 드라마이다. 조선시대 병자호란을 겪으면서 엇갈리는 연인들의 애틋한 사랑과 백성들의 생명력을 중심 소재로 다룬 휴먼 멜로 사극 드라마이다. 남궁민이 이장현 역, 안은진이 유길채 역을 맡았으며, 이학주(남연준 역)와 이다인(경은애 역) 등이 출연하였다.
본 드라마는 역사적 사실을 기반으로 흡인력 있는 멜로 서사 등 극적 요소만을 골라 새로운 인물로 설정된 휴먼 멜로 사극물의 특성상, 수 많은 시청자들에게 신선한 감동을 선사하기 위해 민감한 역사 왜곡 방지 차원에서 등장 인물들의 심리적 묘사를 허구적으로 창작하였다.

## 제작진
- 제작사: MBC, 9아토엔터테인먼트
- 극본: 황진영
- 연출: 김성용, 이한준, 천수진[A]

## 등장 인물
- (†) 표시는 드라마 상에서 최종적으로 사망한 인물이다.

### 주요 인물
- 남궁민: 이장현 역 - 어느 날 갑자기 능군리에 나타난 미스터리한 사내. 길채의 연인. 장철의 친아들.
- 안은진: 유길채 역 - 낙향한 사대부 유교연의 첫째 딸, 영채의 언니. 은애의 친구. 원무의 전 아내. 장현의 연인.
- 이학주: 남연준 역 - 성균관 유생, 군자로 살기 위해 태어나고 자란 듯, 외모에서마저 고고한 학의 풍모가 느껴지는, 길채의 첫사랑. 은애의 남편. 죽은 경근직의 사위.
- 이다인: 경은애 역 - 연준의 아내, 길채의 친구. 죽은 경근직의 외동딸.
- 김윤우: 량음 역 - 조선 최고 소리꾼, 창백하리만치 하얀 얼굴, 애수로 가득한 눈빛, 거문고 뜯던 가늘고 긴 손가락으로 활과 조총까지 능숙하게 다루는, 묘하기도, 신비롭기도 한 사내. 장현를 사랑하고 있음.
- 이청아: 각화 역(9회~20회) - 청나라 공주, 포로 사냥꾼. 장현를 짝사랑함.

### 길채의 주변 인물
- 지승현: 구원무 역 - 조선의 무관. 길채의 전 남편.
- 박정연: 종종이 역 - 길채의 몸종, 이쁜 길채를 수발하는 것이 인생 최대의 기쁨.
- 권소현: 방두네 역 - 은애의 몸종.

### 장현의 주변 인물
- 박강섭: 구잠 역 - 장현을 형님으로 뫼시는 의주 건달
- 최무성: 구양천 역(†) - 의주 건달

### 조선 왕족과 주변 신하들
- 김종태: 인조 역(†) - 조선 16대 왕, 반정으로 왕위에 올랐으나, 백성도, 아들도 지켜내지 못한 임금. 소현세자의 아버지.
- 김무준: 소현세자 역(†, 1회~19회) - 조선의 세자, 본시 예민하고 성마르며 백성보다는 왕가의 안위만을 생각하던 강퍅한 성정. 인조의 아들
- 전혜원: 강빈 역(†, 1회~19회) - 소현세자 비, 인조의 며느리.
- 양현민: 표언겸 역(†) - 조선의 내관, 소현 세자의 충복으로 장현과 소현을 연결 시켜준 일등공신.
- 김태훈: 최명길 역(†) - 조선의 문신
- 최종환: 김상헌 역 - 조선의 문신, 병자호란이 발발하자 60리 먼 곳에 있었으면서도 밤낮을 걸어 임금이 있는 남한산성으로 온 충성스런 신하.
- 권태원: 김류 역
- 배현경: 정뇌경 역
- 하경: 신이립 역 - 효종 때의 지평
- 소유진: 소용 조씨 역(10회~21회) - 인조의 후궁
- 이남희: 이형익 역
- 문성근: 장철 역(†) - 병자호란 이후, 혼란에 빠진 사림들의 여론을 수습한 은둔거사. 이장현의 친부.
- 정병철: 봉시 역 - 내시부 종2품 상선(尙膳), 인조가 가장 가까이 곁에 두고 쓰는 내관.

### 청나라 황족과 신하들
- 최영우: 용골대 역 - 청의 무관, 청 황제 홍타이지의 심복. 홍타이지가 무척 신임하여 조선에 관한 일은 거의 전권을 주어 맡긴 신하.
- 김준원: 홍타이지 역(†) - 청나라 황제, 아버지 누르하치가 이루지 못한 중원 정복을 위해 인생을 건 인물.
- 손태양: 도르곤 역
- 강길우: 정명수 역 - 청나라 역관
- 김은우: 마부대 역 - 청나라 장수
- 신유람: 슈무루 양구리 역 - 청나라 장수
- 지성환: 에제이 역 - 몽골 차하르 수장
- 서범식: 청병 대장 역
- 김길동: 지르갈랑 역
- 김정호: 윤친왕 역
- 전진오: 청 대인 역
- 리우진: 경중명 역
- 미상: 순치제 역

### 능군리 사람들
- 오만석: 유교연 역 - 길채와 영채의 아버지
- 조승연: 경근직 역(†) - 은애의 아버지, 연준의 장인.
- 박종욱: 공순약 역(†) - 유생, 능군리 터줏대감 공만재의 외동아들.
- 박은우: 유영채 역 - 길채의 철없는 여동생, 교연의 둘째 딸.
- 정한용: 송추 역(†) - 능군리에서 유일하게 전쟁을 겪어본 사람, 이랑의 남편.
- 남기애: 이랑 역(†) - 송추 할배가 애지중지하는 아내
- 박진우: 박대 역 - 방두네의 철없는 남편
- 진건우: 대오 역 - 영채가 좋아하는 능군리 유생
- 김가희: 유화 역 - 능군리, 곱게 자란 애기씨들 중 하나.
- 김은수: 준절 역 - 길채 바라기 하는 능군리 유생들 중 한 명
- 하규림: 임춘 역 - 능군리 애기씨
- 남태훈: 태성 역 - 능군리 유생, 임춘의 짝.
- 최수견: 정연 역 - 능군리 애기씨, 순약 도령을 좋아한다.
- 황정민: 현겸 역 - 능군리 애기씨들을 훈육하던 마을 어른
- 전국향: 애복 역 - 현겸과 함께 능군리 애기씨들을 훈육하던 노인

### 의주 사람들
- 이호철: 끗쇠 역
- 김준배: 닝구친 역
- 미상: 쓰에다 역
- 미상: 왜 사무라이 상인세력 수장 역
- 김서안: 영랑 역(1회, 11회) - 의주 기생

### 심양 사람들
- 성낙경: 부호치 역
- 미상: 심양 건달 역

### 기타 인물
- 최교식
- 김승욱: 길채와 친분이 있는 관료 역(8회)
- 미상: 봉림대군 역
- 미상: 석철 역
- 이영석: 덕출 역(11회~21회) - 조선의 대장간 일꾼
- 미상: 대장간에서 일하던 노인의 손자 역
- 유지연: 화유 역 - 윤친왕의 애첩
- 민지아: 인옥 역 - 포로로 잡혀올 당시 임신한 상태였지만 장현의 도움으로 무사히 아이를 낳았다.
- 윤금선아: 들분 역
- 이태영: 최도리 역
- 방주환: 도전
- 미상: 몽골족 노인 역
- 천혜지: 라이 역
- 장격수: 염태 역

### 특별출연
- 이준호: 길채의 꿈 속 남자 역(1회, 목소리 출연)
- 유지연: 화유 역(11회)
- 이수민: 소야 역(11회)
- 이미도: 양쓰 역 - 윤친왕의 시녀(11회)
- 유재석: 사내 1 역(12회~13회, 15회)
- 하하: 사내 2 역(12회~13회, 15회)
- 이이경: 사내 3 역(12회~13회, 15회)
- 주우재: 사내 4 역(12회~13회, 15회)
- 이미주: 여인 1 역(12회~13회, 15회)
- 박진주: 여인 2 역(12회~13회, 15회)

## 시청률
최저 시청률과 최고 시청률은 시청률 조사회사와 지역별로 시청률에 차이가 있을 수 있습니다.
| 2023년 | 2023년    | 2023년         | 2023년       | 2023년 |
| 회차   | 방송일    | AGB 시청률     | AGB 시청률   |        |
| 회차   | 방송일    | 대한민국(전국) | 서울(수도권) |        |
| 파트 1 | 파트 1    | 파트 1         | 파트 1       | 파트 1 |
| ------ | --------- | -------------- | ------------ | ------ |
| 제1회  | 8월 4일   | 5.4%           | 5.4%         |        |
| 제2회  | 8월 5일   | 4.3%           | 4.4%         |        |
| 제3회  | 8월 11일  | 5.5%           | 5.3%         |        |
| 제4회  | 8월 12일  | 5.2%           | 5.0%         |        |
| 제5회  | 8월 18일  | 8.4%           | 8.3%         |        |
| 제6회  | 8월 19일  | 8.8%           | 8.3%         |        |
| 제7회  | 8월 25일  | 10.6%          | 10.1%        |        |
| 제8회  | 8월 26일  | 10.3%          | 9.9%         |        |
| 제9회  | 9월 1일   | 10.6%          | 9.8%         |        |
| 제10회 | 9월 2일   | 12.2%          | 11.5%        |        |
| 파트 2 |           |                |              |        |
| 제11회 | 10월 13일 | 7.7%           | 7.5%         |        |
| 제12회 | 10월 14일 | 9.3%           | 9.5%         |        |
| 제13회 | 10월 20일 | 10.2%          | 9.9%         |        |
| 제14회 | 10월 21일 | 11.7%          | 10.9%        |        |
| 제15회 | 10월 27일 | 11.8%          | 11.2%        |        |
| 제16회 | 10월 28일 | 12.0%          | 11.3%        |        |
| 제17회 | 11월 4일  | 11.4%          | 11.3%        |        |
| 제18회 | 11월 10일 | 10.8%          | 10.3%        |        |
| 제19회 | 11월 11일 | 11.6%          | 11.3%        |        |
| 제20회 | 11월 17일 | 12.4%          | 12.5%        |        |
| 제21회 | 11월 18일 | 12.9%          | 12.7%        |        |

## 결방 사유, 편성 변경, 연장
- 2023년 9월 2일 : 파트 1의 완성도를 높이기 위해서, 90분 확대 편성.
- 2023년 11월 10일 : 연인 방영 분량이 20부작에서 1회 연장되어 21부작으로 변경 및 확정되었다.

## 수상 경력

### 2024년 제60회백상예술대상
- TV 부문 드라마 작품상(연인)
- TV 부문 남자 최우수연기상(남궁민)

### 2023년MBC 연기대상
- 여자 신인상(박정연)
- 남자 신인상(김무준)
- 남자 신인상(김윤우)
- 베스트 커플상(남궁민&안은진)
- 베스트 캐릭터상(김종태)
- 올해의 드라마상
- 남자 조연상(최영우)
- 미니시리즈 부문 여자 최우수 연기상(안은진)
- 대상(남궁민)

### 2024년 제51회한국방송대상
- TV드라마부문 작품상

## 같이 보기
- 대한민국의 텔레비전 드라마 목록 (ㅇ)
- 2023년 대한민국의 텔레비전 드라마 목록